# Motore a reazione

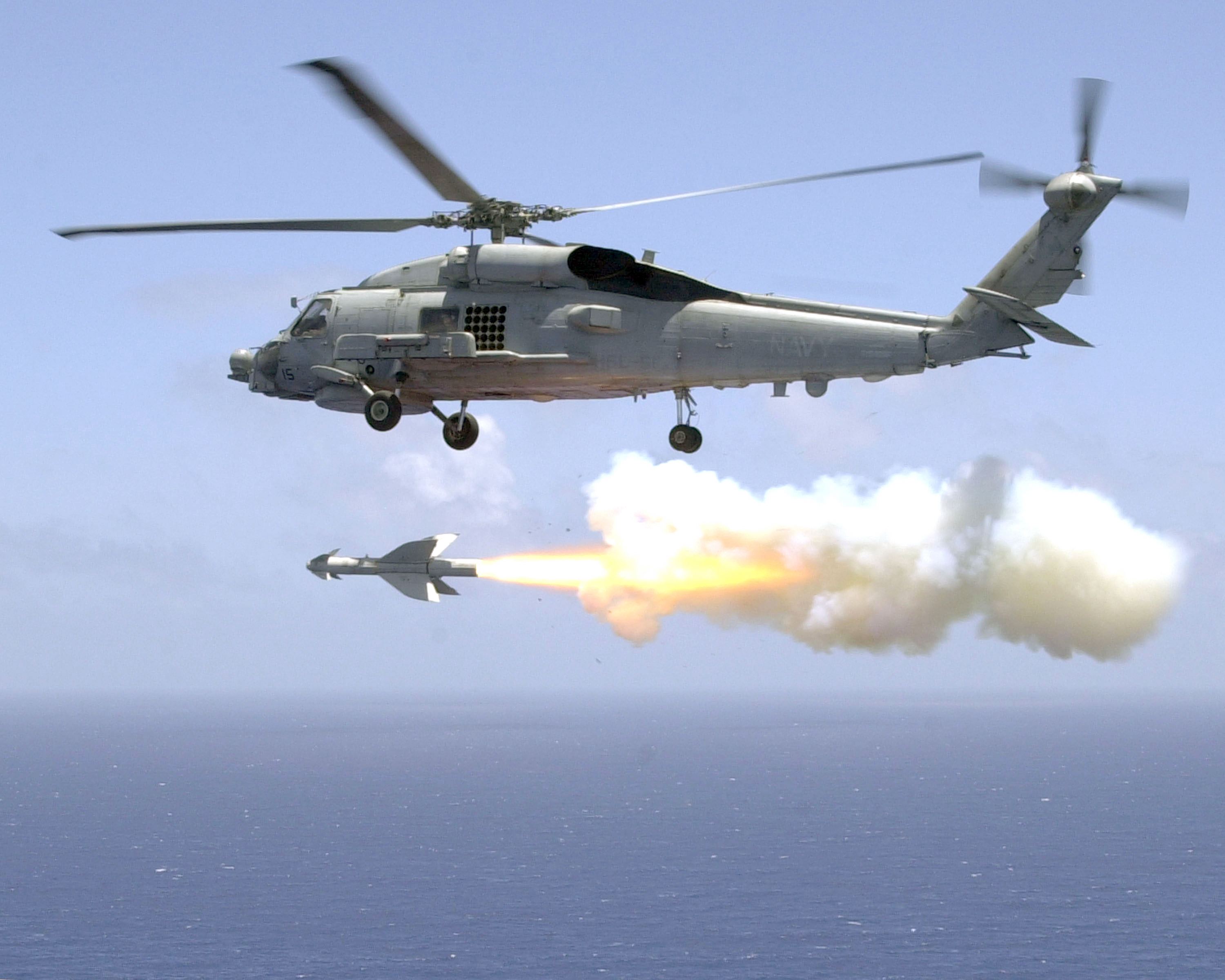
Un elicottero SH-60B Sea Hawk lancia un missile AGM-119 Penguin. Il missile è spinto dalla forza del motore a getto.

Un motore a reazione o motore a getto (o, con un anglicismo, jet engine) è un motore che trasforma l'energia chimica del combustibile in energia cinetica dei gas combusti detti quindi getto, per sfruttare il principio di azione e reazione esteso. La spinta di reazione, che attua il movimento, è proporzionale alla portata in massa dei gas che passano nel motore e alla differenza fra la loro velocità di scarico e la velocità di avanzamento dell'aereo.
Questa definizione comprende propulsori a turbogetto, a turboventola, a razzo, statoreattori, pulsoreattori e ad idrogetto. In generale, la maggior parte dei propulsori a getto sono motori a combustione interna, anche se esistono forme senza combustione. L'esempio più semplice di spinta di reazione è il rinculo che si nota durante lo sparo delle armi da fuoco: queste ricevono una spinta di reazione opposta alla direzione di uscita del proiettile, proporzionale alla massa ed alla velocità dei gas prodotti dalla cartuccia di lancio deflagrante.
Nell'uso comune, il termine 'propulsore a getto' fa riferimento ad un propulsore a combustione interna detto turbogas, composto tipicamente da un compressore dinamico (assiale o centrifugo) mosso da una turbina ("Ciclo Brayton"), dove l'energia residua dei gas combusti viene convertita in spinta attraverso un ugello di scarico. Questi tipi di motori sono impiegati negli aerei a getto per i viaggi a lunga distanza. I primi aerei di questo tipo impiegavano propulsori a turbogetto, che erano relativamente inefficienti per i voli subsonici. Gli aerei moderni impiegano generalmente propulsori a turboventola, che permettono di aumentare le velocità e, sulle lunghe distanze, una maggiore efficienza rispetto ad altre forme di trasporto.

## Storia
L'idea alla base dei propulsori a getto risale ad un periodo antecedente al primo secolo a.C., quando Erone di Alessandria, un matematico dell'Antica Grecia descrisse l'Eolipila. Questa macchina impiegava la potenza del vapore, diretta attraverso due ugelli in modo da far ruotare rapidamente una sfera attorno al proprio asse. Si pensa che non sia stata impiegata per fornire potenza meccanica e che le potenziali applicazioni pratiche di questa invenzione non siano state riconosciute: il dispositivo fu considerato all'epoca una semplice curiosità.
La propulsione a getto vera e propria avvenne con l'invenzione dei razzi in Cina nel XIII secolo. Inizialmente lo scarico del razzo era impiegato per i fuochi d'artificio, ma gradualmente l'idea evolse nello sviluppo di armi. Successivamente la tecnologia incontrò uno stallo per centinaia di anni.
Il primo dispositivo artificiale volante con propulsione viene attribuito ad Archita, il matematico greco fondatore della meccanica. Egli, come viene riferito da Aulo Gellio cinque secoli dopo, progettò un dispositivo a forma di volatile spinto da un getto (probabilmente di vapore) che volò per circa 200 metri.
Nel 1633, nella Turchia ottomana, Lagâri Hasan Çelebi riuscì a sollevarsi da terra con ciò che venne descritto come un razzo a forma di cono, planando successivamente con delle ali e atterrando con successo. Tuttavia, il problema dell'inefficienza dei razzi rendeva le velocità troppo basse per l'impiego in aviazione.

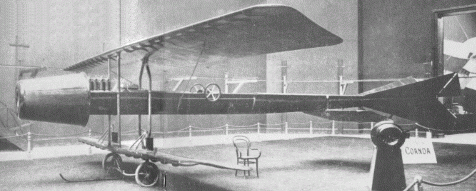
Il Coandă-1910

Nel 1910 l'ingegnere Henri Coandă progettò, costruì e pilotò il primo aereo con propulsore a "termogetto", noto come Coandă-1910. L'aereo venne impiegato pubblicamente nel secondo salone aeronautico internazionale di Parigi. Il motore era a pistoni, con quattro cilindri, che alimentava un compressore. All'aeroporto di Issy-les-Moulineaux, nei pressi di Parigi, Coandă perse il controllo dell'aereo, che uscì di pista e si incendiò. Fortunatamente l'inventore riuscì ad allontanarsi e a riportare solo leggere ferite alle mani e al volto. In quel periodo Coandă abbandonò gli esperimenti a causa dello scarso interesse del pubblico e delle istituzioni scientifiche e ingegneristiche. Sarebbero passati circa 30 anni prima del successivo aereo a termogetto, il Caproni Campini N.1 (chiamato a volte C.C.2).
Nel 1913 René Lorin propose una forma di propulsore chiamata pulsoreattore, che avrebbe dovuto essere più efficiente. Tuttavia non riuscì a raggiungere velocità sufficienti per diventare operativo, e per qualche tempo il concetto rimase relegato alla sola teoria.
Ciononostante, gli ingegneri iniziarono a capire che i motori a pistoni possedevano limiti intrinseci, in particolare l'efficienza delle eliche. Questa efficienza sembrava raggiungere il culmine quando le punte delle pale dell'elica raggiungevano la velocità del suono. Se le prestazioni di un propulsore, e quindi di un aereo, dovevano superare questa barriera, allora era necessario impiegare un progetto di motore o addirittura di sistema propulsivo radicalmente diverso. Questa fu la motivazione per lo sviluppo dei propulsori a turbina a gas, detti comunemente motori a getto. Essi divennero rivoluzionari nell'aviazione al pari del primo volo dei Fratelli Wright.
I primi tentativi nello sviluppo di motori a getto consistevano in progetti ibridi, nei quali una fonte di potenza esterna comprimeva l'aria. Questa era mescolata con il carburante e bruciata per produrre il getto di spinta. In tale sistema, chiamato termogetto da Secondo Campini, l'aria era compressa da una ventola guidata da un motore convenzionale a pistoni. Altri esempi di una tale soluzione sono: l'aereo Coandă-1910 di Henri Coandă, il Caproni Campini N.1 e il propulsore giapponese Tsu-11, progettato per gli aerei kamikaze Ohka verso la fine della seconda guerra mondiale. Nessuno ebbe ampio successo, e il C.C.2 risultò più lento rispetto ad un aereo analogo con motore tradizionale ad elica.
Il punto di svolta nel raggiungimento di un propulsore a getto vantaggioso fu l'introduzione della turbina a gas, usata per estrarre energia dal propulsore stesso in modo da pilotare il compressore. La turbina a gas non era stata sviluppata negli anni trenta, bensì risaliva a molto tempo prima: in Inghilterra venne accettato il brevetto di una turbina stazionaria a John Barberun nel 1791. La prima turbina a gas in grado di autosostenersi venne costruita nel 1903 dall'ingegnere norvegese Ægidius Elling, ma i limiti nel progetto e nelle tecnologie ingegneristiche e metallurgiche ne impedirono la produzione. I problemi principali erano costituiti dalla sicurezza, dall'affidabilità e dal peso, specialmente in impieghi prolungati.
Nel 1915, in Ungheria, l'ingegnere Albert Fonó intravide una soluzione per l'aumento della gittata dell'artiglieria. L'idea prevedeva un proiettile lanciato da un cannone che possedeva una unità di propulsione a statoreattore. In questo modo era possibile raggiungere distanze superiori nonostante basse velocità iniziali, e si potevano impiegare cannoni relativamente leggeri per l'impiego di proiettili pesanti. Fonó inoltrò la sua idea all'esercito austro-ungherese, ma venne rifiutata. Nel 1928 richiese un brevetto in Germania per un aereo alimentato da statoreattori supersonici. Il brevetto venne concesso quattro anni più tardi.
Il primo brevetto per l'impiego di una turbina a gas nell'aeronautica venne concesso nel 1921 al francese Maxime Guillaume. Il tipo di propulsore proposto era un turbogetto a flusso assiale.
Edgar Buckingham, dell'ufficio brevetti statunitense, pubblicò nel 1923 un rapporto dove era presente dello scetticismo sulla competitività economica dei nuovi propulsori in rapporto con quelli ad elica alle basse altitudini e velocità dell'epoca: "non sembra esserci attualmente alcuna prospettiva, in questo tipo di propulsione a getto, di raggiungimento di un qualche valore pratico, anche per scopi militari.".
Negli anni trenta, il motore a pistoni, nelle sue varie forme (radiale rotativo e statico, raffreddato ad aria e a liquido), era il solo tipo di propulsore disponibile ai progettisti di aerei. Questa situazione continuò ad essere accettabile per le scarse prestazioni allora richieste agli aerei.

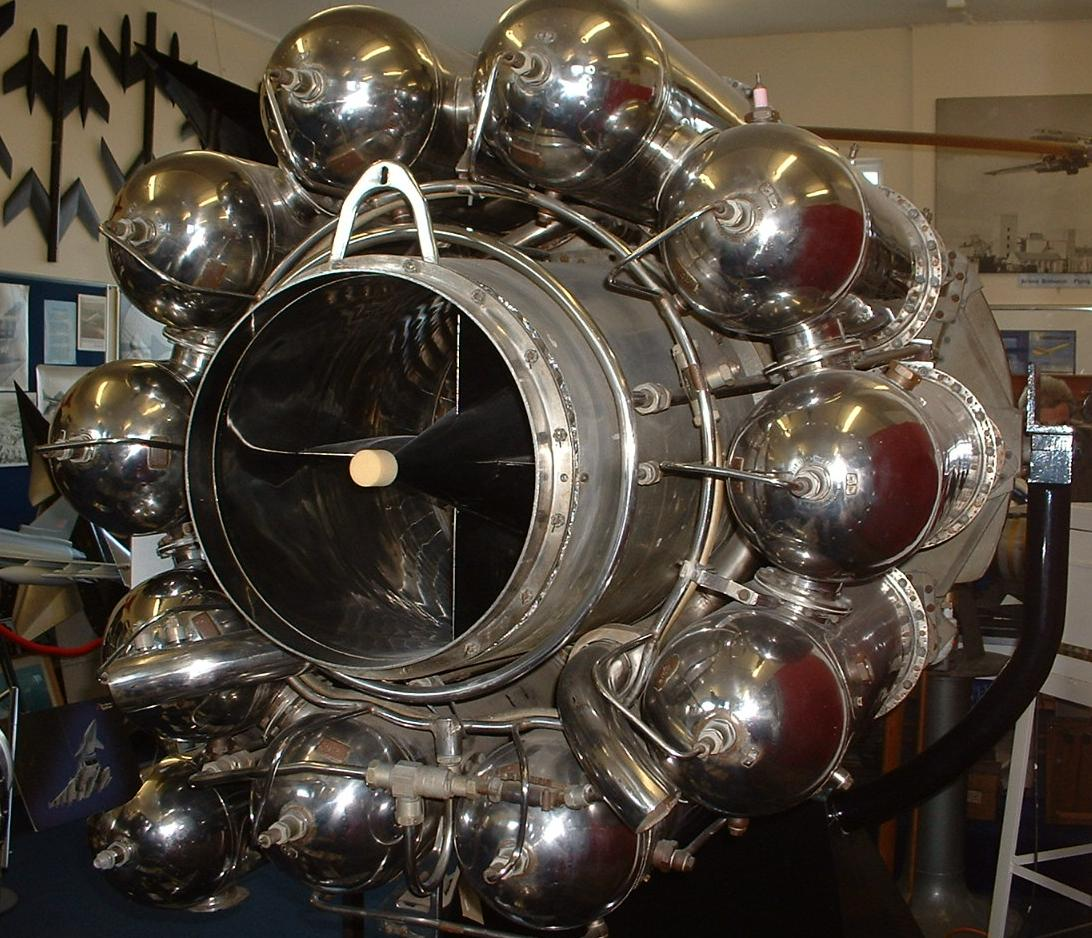
Il primo motore britannico a turbogetto, il Whittle W.2/700, volò con l'aereo Gloster E.28/39, e con il Gloster Meteor

Nel 1928 un cadetto del College Cranwell della RAF di nome Frank Whittle inoltrò formalmente ai suoi superiori la sua idea per un propulsore a turbogetto, progetto che sviluppò ulteriormente nell'ottobre dell'anno successivo. Il 16 gennaio 1930 fece richiesta di un primo brevetto (concesso nel 1932), che conteneva il progetto di un compressore assiale a due stadi che alimentava un compressore centrifugo. I compressori assiali erano diventati impiegabili nella pratica grazie alle idee di Alan Arnold Griffith, contenute in suo articolo del 1926 ("An Aerodynamic Theory of Turbine Design"). Whittle riuscì a mettere in funzione il suo primo motore nell'aprile 1937. Era raffreddato a liquido e comprendeva una pompa per il combustibile. Whittle e il suo gruppo tuttavia si trovarono quasi nel panico quando il propulsore non si spense, accelerando anche dopo l'esaurimento del carburante. Si scoprì che il carburante era fuoriuscito e filtrato nel motore, accumulandosi in piccole pozze. Quindi il motore non si fermò fino all'esaurimento di tutto il quantitativo di carburante che era fuoriuscito. Whittle non riuscì a suscitare l'interesse del governo nell'invenzione, e lo sviluppo continuò lentamente.

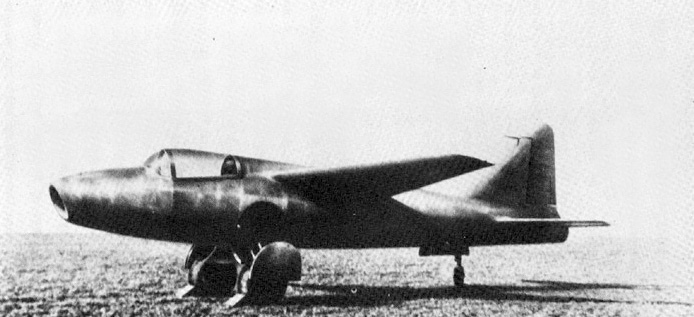
Heinkel He 178, il primo aereo a volare spinto da un propulsore a turbogetto puro

Nel 1935 Hans von Ohain iniziò a lavorare su un progetto simile in Germania in modo indipendente da Whittle. Ohain disse di non aver letto il brevetto di Whittle, e Whittle gli credette. Il suo primo propulsore era strettamente sperimentale e poteva funzionare solo con una sorgente di potenza esterna. Ciononostante riuscì a dimostrare il concetto di base. Ohain in seguito conobbe Ernst Heinkel, uno dei maggiori industriali nel campo aeronautico dell'epoca, che vide immediatamente le potenzialità del progetto. Heinkel aveva recentemente acquistato la Hirth engine company, e Ohain, assieme a Max Hahn iniziarono a lavorare in questa nuova divisione. Il primo propulsore centrifugo, l'Heinkel HeS 1 era in funzione a settembre 1937. A differenza del progetto di Whittle, Ohain impiegò come carburante l'idrogeno, spinto con pressione esterna. I progetti successivi culminarono nel propulsore Heinkel HeS 3, alimentato a benzina ed in grado di generare 5 kN di spinta. Installato sulla fusoliera dell'Heinkel He 178, l'aereo decollò ai comandi di Erich Warsitz nelle prime ore della mattina del 27 agosto 1939. L'He 178 fu il primo aereo a getto del mondo.

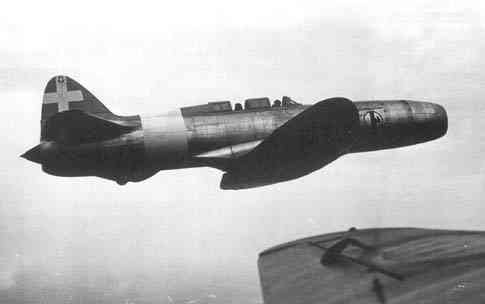
Il Campini-Caproni C.C.2 durante il volo Milano-Roma del 30 novembre 1941

In Italia un motogetto "Campini" azionato da un 12 cilindri a V Isotta Fraschini Asso L.121 RC.40 raffreddato a liquido dalla Potenza di 900 CV (662 kW) equipaggió nel primo volo del 1940 il Campini-Caproni C.C.2, un aereo sperimentale monoplano e monomotore, dotato di motoreattore e realizzato dall'azienda italiana Aeronautica Caproni alla fine degli anni trenta.
Il primo aereo a turboelica fu il Jendrassik Cs-1, progettato dall'ingegnere meccanico ungherese György Jendrassik. Fu prodotto e testato nella fabbrica di Ganz a Budapest tra il 1938 e il 1942. Era previsto che equipaggiasse il bombardiere/ricognitore bimotore Varga RMI-1 X/H, progettato da László Varga nel 1940, ma il programma fu cancellato. Jendrassik progettò anche un piccolo motore a turboelica da 75 kW nel 1937.
Il propulsore di Whittle iniziò a mostrare delle potenzialità, e la sua azienda Power Jets Ltd. ricevette finanziamenti dal governo. Nel 1941, una versione del propulsore chiamata Whittle W.1, in grado di produrre 4 kN di spinta, fu installata sull'aereo Gloster E28/39, progettato appositamente per quel propulsore. Il primo volo avvenne il 5 maggio 1941 dalla base aerea Cranwell della RAF.

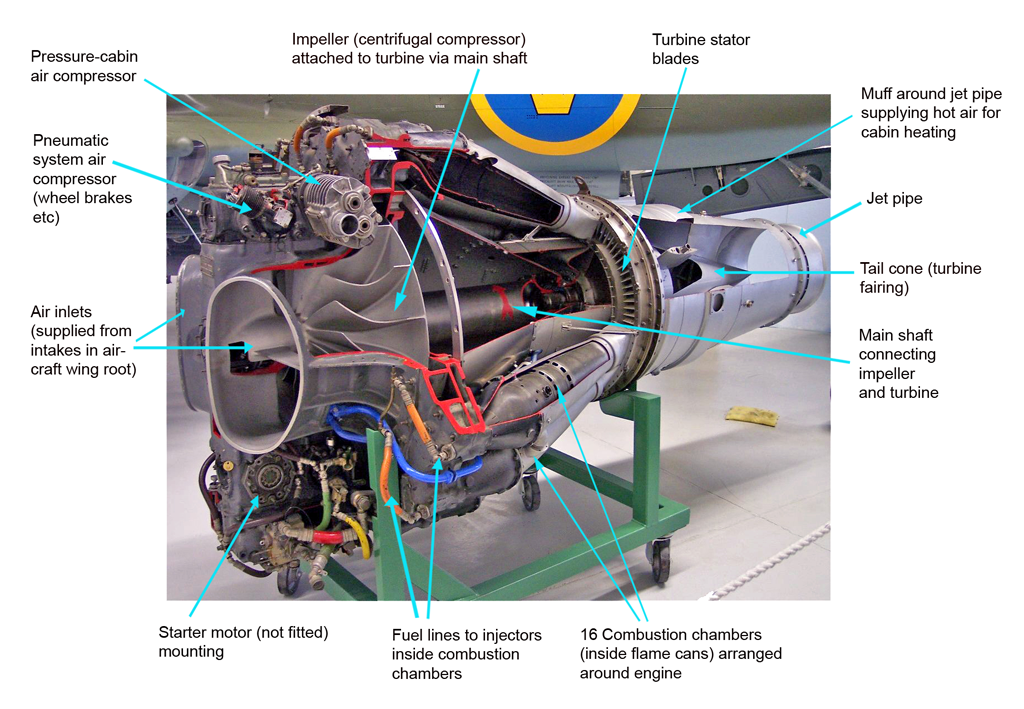
Immagine di un primitivo propulsore centrifugo (DH Goblin II) che mostra in sezione i componenti interni

Un progettista di motori aeronautici scozzese, Frank Halford, elaborò le idee di Whittle sviluppando una versione "a flusso diretto"; questo progetto divenne il de Havilland Goblin.
Questi primi progetti, chiamati motori a flusso centrifugo, avevano la caratteristica di adottare compressori radiali centrifughi. L'aria veniva aspirata dall'esterno mediante un condotto divergente, capace di convertire parte dell'energia cinetica in pressione. Successivamente il flusso d'aria attraversava la girante dapprima lungo un tratto di ingresso quasi-assiale (inducer) e successivamente lungo un tratto radiale, sfruttandone l'effetto centrifugo per incrementare la pressione. Il vantaggio era che l'idea era già stata compresa e sviluppata nei motori a pistoni, che all'epoca erano spesso sovralimentati. Tuttavia, date le limitazioni tecnologiche nella velocità degli alberi motore, il compressore doveva avere un grosso diametro per produrre la potenza richiesta. Per questo motivo i motori avevano una grande sezione frontale, che li penalizzava in ambito aeronautico a causa della resistenza di forma. Un ulteriore svantaggio era costituito dal flusso d'aria, che doveva essere raccolto e deviato all'indietro verso la sezione di combustione e successivamente verso la turbina e l'ugello di scarico. Questo schema aumentava la complessità e diminuiva l'efficienza. Questi tipi di propulsori avevano tuttavia i vantaggi di essere leggeri, semplici ed affidabili. Lo sviluppo progredì rapidamente fino a raggiungere progetti più adatti in ambito aeronautico.

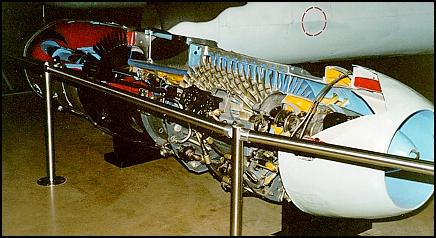
Modello "in spaccato" che mostra la struttura interna del motore Junkers Jumo 004

Il progettista austriaco Anselm Franz della divisione propulsori della Junkers (chiamata Junkers Motorenbau o Jumo) ha cercato di risolvere questi problemi con l'introduzione del compressore a flusso assiale. In questo tipo di compressore un disco rotorico è seguito da palette fisse (statori) a formare uno stadio. Dal momento che l'incremento di pressione che può essere generato da uno stadio è abbastanza limitato, un compressore assiale necessita di diversi stadi in serie per ottenere lo stesso rapporto di compressione di un singolo stadio di compressore centrifugo, ma con il vantaggio di ridurre l'ingombro trasversale e la conseguente resistenza aerodinamica. Il Ministro dell'Aria del Reich assegnò alla Junkers il numero di motore 109-004 (dove il 109 indicava la sigla per i motori a getto) mentre la BMW, che aveva iniziato a sviluppare in leggero anticipo il suo motore con compressore a flusso assiale (BMW 003), aveva ottenuto il numero precedente. Dopo aver risolto diversi problemi tecnici, nel 1944 iniziò la produzione in serie dello Jumo 004 per essere installato sul primo aereo da combattimento a jet, il Messerschmitt Me 262 (e in seguito il primo cacciabombardiere a jet, il Arado Ar 234). Una serie di fattori diminuì l'affidabilità del propulsore, rallentando la produzione degli aerei. Questo evento impedì al Terzo Reich di usufruire dei vantaggi dell'aereo nella Seconda guerra mondiale, anche se il velivolo fu ricordato come il primo impiego di un propulsore a getto in servizio.
Nel Regno Unito, il primo propulsore a flusso assiale, il Metrovick F.2, fu completato nel 1941 e venne fatto volare nel 1943. Anche se più potente dei progetti centrifughi dell'epoca, la sua complessità e la sua inaffidabilità furono considerati degli svantaggi in tempo di guerra. Il progetto dell'azienda Metropolitan-Vickers portò al propulsore Armstrong Siddeley Sapphire, che sarà costruito negli Stati Uniti con il nome di J65.
Dopo il termine della seconda guerra mondiale, i velivoli a getto tedeschi e i loro propulsori vennero studiati approfonditamente dagli alleati e contribuirono ai primi modelli di velivoli a getto statunitensi e sovietici. L'eredità dei propulsori a flusso assiale può essere notata in tutti i progetti di aerei ad ala fissa.
Fin dalla loro introduzione, i propulsori a compressione centrifuga hanno subito un costante miglioramento. Con le migliorie nella tecnologia dei cuscinetti venne aumentata la velocità dell'albero dei motori, riducendo significativamente il diametro dei compressori. La ridotta lunghezza continuò ad essere un vantaggio del progetto, in particolar modo negli elicotteri, dove le dimensioni sono più importanti della sezione frontale. Inoltre i componenti del propulsore sono più robusti e meno soggetti al danneggiamento da oggetti esterni rispetto ai motori con compressori a flusso assiale.
Anche se i progetti tedeschi erano più avanzati aerodinamicamente, i progetti derivati dall'idea di Whittle si dimostrarono più affidabili, grazie alla loro semplicità e alla disponibilità di metalli rari richiesti per la metallurgia avanzata (come nichel, cromo e titanio) dei componenti ad alto fattore di stress come le pale delle turbine e i cuscinetti. I motori inglesi vennero fabbricati sotto licenza negli Stati Uniti, e vennero venduti alla Russia Sovietica che aveva effettuato le operazioni di ingegneria inversa. I progetti statunitensi e russi, principalmente propulsori a flusso assiale, cercarono di aumentare le loro performance fino agli anni sessanta, anche se il General Electric J47 fornì prestazioni eccellenti nel velivolo F-86 Sabre negli anni cinquanta.

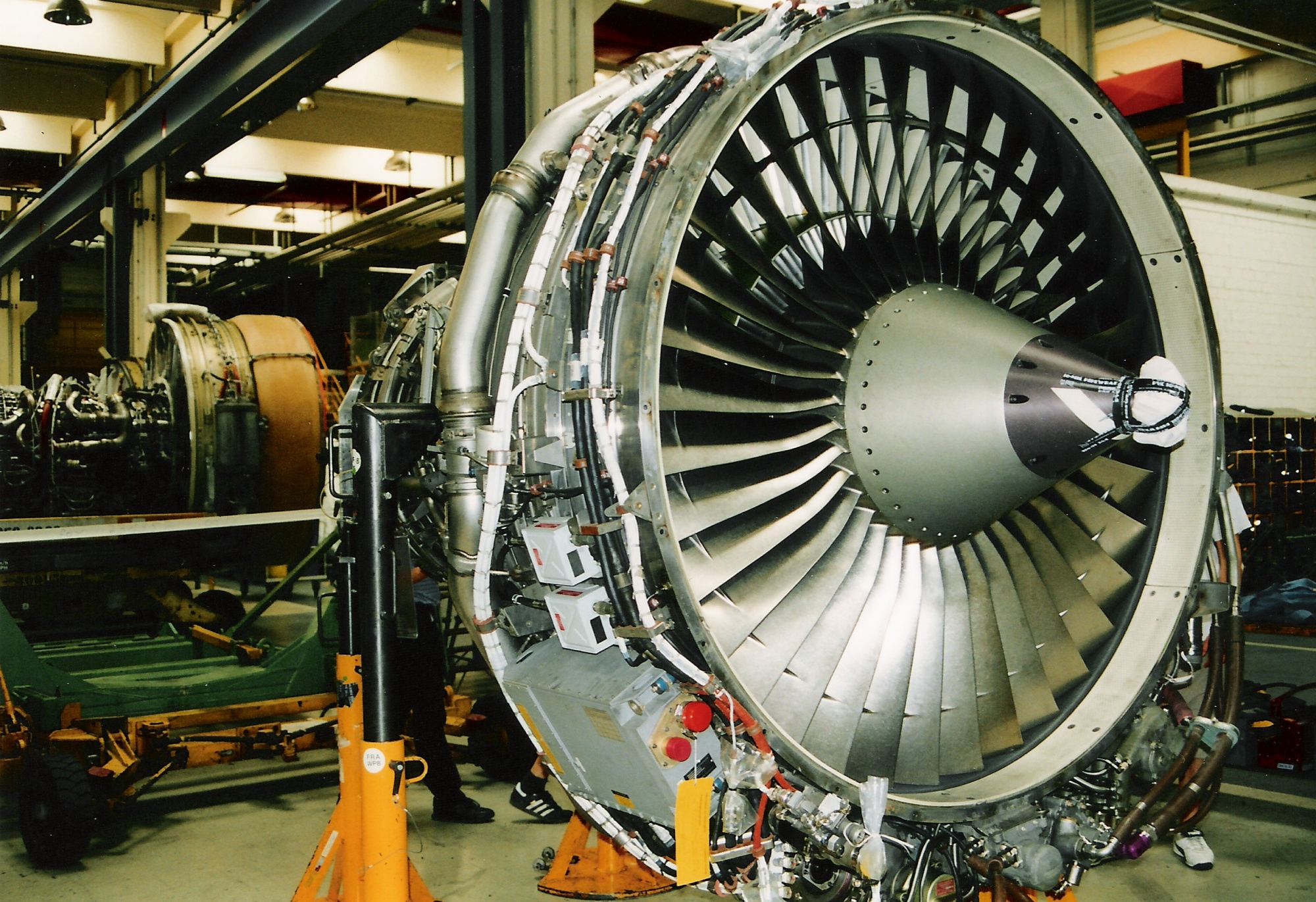
Un moderno motore a getto turbofan prodotto dalla CFM international

Negli anni cinquanta i motori a getto erano universalmente impiegati negli aerei da combattimento, ad eccezione dei modelli impiegati per particolari compiti. All'epoca alcuni dei progetti inglesi erano già stati autorizzati per l'impiego civile, e apparvero negli aerei de Havilland Comet e Avro Canada Jetliner. Per gli anni sessanta tutti gli aerei civili di grandi dimensioni possedevano motori a getto, lasciando quelli a pistoni per ruoli di nicchia a basso costo, come i voli cargo.
Le incessanti migliorie nelle turboeliche spinsero il motore a pistoni fuori dal mercato, lasciandolo in servizio solo per i progetti più piccoli e nei droni. In meno di 20 anni il motore a getto raggiunse un impiego universale.
Tuttavia, l'efficienza dei motori a turbogetto era ancora inferiore rispetto ai motori a pistoni ma, negli anni settanta, con l'introduzione dei motori a getto ad alto bypass si riuscì finalmente a raggiungere una efficienza nei consumi superiore a quella dei migliori motori a pistoni e ad eliche. Con questo tipo di propulsori si avverò il sogno di effettuare voli veloci, sicuri ed economici.

## Caratteristiche

### Spinta
La forza (spinta) generata da un motore a getto è data, in accordo con il secondo principio della dinamica, dalla variazione della quantità di moto del fluido trattato dal motore nell'unità di tempo:
{\displaystyle {\vec {F}}={d(m{\vec {v}}) \over dt}}
dove con F si è indicata la forza (o spinta appunto), con m la massa del fluido, con v la velocità e con t il tempo.

### Applicazioni aerospaziali
Dato che il principio fisico della reazione è indipendente dall'ambiente, potenzialmente il sistema è valido anche nello spazio, e quindi è adeguatamente applicato di norma in applicazioni spaziali.
Nel caso della propulsione aerospaziale, in base al modo con cui viene fornito il comburente, si distinguono due tipi di motore a getto:
- Gli esoreattori: sono motori principalmente aeronautici che comportano lo stivaggio del solo combustibile (ad esempio cherosene o altri idrocarburi), mentre il comburente è generalmente ossigeno che viene tratto direttamente aspirando aria atmosferica.
- Gli endoreattori o motori a razzo: sono principalmente di impiego spaziale o da lancio in cui il motore viene alimentato da comburente immagazzinato in serbatoi o miscelato con il combustibile. Questa particolarità consente anche l'utilizzo del motore a razzo a quote elevate, dove è minore il contenuto di ossigeno nell'atmosfera, o nello spazio dove l'ossigeno in forma libera è praticamente assente.

### Prestazioni
Oltre alla spinta, parametro fondamentale di un propulsore a getto, è importante valutare altre prestazioni per conoscere il costo unitario della spinta. Ovvero costo della sorgente di energia utilizzata ed efficienza della trasformazione della potenza disponibile in potenza propulsiva.

#### Potenze
La potenza è definita come il lavoro compiuto nell'unità di tempo e misura la quantità di energia scambiata nell'unità di tempo, in un qualunque processo di trasformazione.

#### Potenza disponibile
Indicata con Pa, la potenza disponibile, se si utilizza energia chimica come sorgente, è l'energia disponibile nell'unità di tempo. Questa è costituita da due termini: il primo dovuto alla portata in massa di combustibile (o di propellenti) per l'energia per unità di massa fornita nella combustione ed il secondo dovuto all'energia cinetica posseduta dal combustibile (o dai propellenti) trascinati dal veicolo nel quale sono stivati.
Indicando con V0 la velocità del veicolo, con ṁc la portata massica del combustibile (il punto indica una derivazione temporale e quindi la portata), con Qc il potere calorifico del combustibile (l'energia che può essere fornita bruciando un'unità di massa di combustibile), si ha quindi che:
{\displaystyle P_{a}={\dot {m}}_{c}\left(Q_{c}+{\frac {V_{0}^{2}}{2}}\right)}
Questa è la potenza fornita dal motore al fluido propulsivo. Ma parte di questa potenza viene perduta, ovvero non utilizzata ai fini propulsivi.

#### Potenza del getto
Il compito del propulsore a getto è quello di fornire la potenza disponibile al getto, quindi di trasformare quanta più potenza disponibile in potenza del getto.
La potenza del getto sarà la somma della potenza propulsiva e della potenza dissipata.

#### Potenza propulsiva
La potenza propulsiva di un motore a getto, ovvero la potenza effettivamente utilizzata per la propulsione, è il prodotto della spinta S per la velocità di volo V0:
{\displaystyle P_{p}=SV_{0}.}

#### Potenza dissipata
La potenza dissipata, nei motori a getto chiamata anche potenza residua del getto, è la potenza che viene spesa per accelerare il getto. La potenza dissipata si ottiene moltiplicando l'energia cinetica residua del getto, per unità di massa, per la portata di fluido propulsivo. A seconda della tipologia di motore si avrà:
motore ad elica (quindi anche a combustione interna):
{\displaystyle P_{d}={\dot {m}}_{elica}\left(V_{e}-V_{0}\right)^{2}}
esoreattori:
{\displaystyle P_{d}=\left({\dot {m}}_{a}+{\dot {m}}_{c}\right)\left(V_{e}-V_{0}\right)^{2}}
endoreattori:
{\displaystyle P_{d}={\dot {m}}_{p}\left(V_{e}-V_{0}\right)^{2}}
dove ṁelica è la portata massica attraverso il disco dell'elica, ṁa la portata massica di fluido propulsivo che fluisce nel motore, ṁc la portata massica del combustibile aggiunto al fluido propulsivo ed ṁp la portata massica dei propellenti. Infine Ve è la velocità del flusso a valle dell'elica o allo scarico.

### Rendimenti

#### Rendimento termico
Il rendimento termico o rendimento termodinamico, è una misura dell'efficienza con la quale un motore converte energia chimica in energia utilizzabile ai fini propulsivi ed è indipendente dalle condizioni di volo. Nel caso di un propulsore a getto è possibile approssimare la potenza utilizzabile ai fini propulsivi, Pmotore, come potenza del getto, anche se in questo caso dovrebbero essere presi in considerazione anche gli attriti degli organi meccanici interni.
Quindi il rendimento termico si indica come:
{\displaystyle \eta _{t}={\frac {P_{motore}}{P_{a}}}}

#### Rendimento propulsivo
Una parte della potenza del getto viene persa sotto forma di energia cinetica residua del getto. Di ciò si tiene conto nel coefficiente di rendimento propulsivo, il rapporto tra potenza propulsiva e potenza del getto o, il che è lo stesso, tra il lavoro impiegato per la propulsione ed il lavoro fornito al fluido:
{\displaystyle \eta _{p}={\frac {P_{p}}{P_{g}}}={\frac {L_{p}}{L_{g}}}}
La potenza propulsiva può essere scritta come la spinta del motore T moltiplicata per la velocità di volo V0:
{\displaystyle P_{p}=TV_{0}={\dot {m}}(V_{e}-V_{0})V_{0}}
mentre la potenza del getto può essere scritta come la differenza di energia cinetica del flusso nell'unità di tempo:
{\displaystyle P_{g}={\frac {1}{2}}{\dot {m}}(V_{e}^{2}-V_{0}^{2})}
e quindi il rendimento propulsivo diverrà, dopo alcuni passaggi matematici:
{\displaystyle \eta _{p}={\frac {2}{1+{\frac {V_{e}}{V_{0}}}}}}
Da questa espressione si può evincere che il rendimento aumenta al tendere della velocità di scarico alla velocità di volo. Si ricorda però che quando la velocità del getto coincide con la velocità di volo la spinta è nulla.

#### Rendimento globale
Il rendimento globale o rendimento totale è definito come il prodotto del rendimento termico per il rendimento propulsivo:
{\displaystyle \eta _{g}=\eta _{t}\cdot \eta _{p}={\frac {P_{g}}{P_{a}}}\cdot {\frac {P_{p}}{P_{g}}}={\frac {P_{p}}{P_{a}}}}
nella progettazione i valori del rendimento globale si deducono dai valori dei rendimenti termico e propulsivo.

### Consumo specifico e impulso specifico
Un altro parametro importante per la valutazione delle prestazioni di un propulsore è il consumo specifico. Questo parametro indica quanto combustibile è necessario consumare nell'unità di tempo per ottenere una prestazione di riferimento. Per i propulsori a getto, dato che il valore delle prestazioni dipende molto dalle condizioni di volo, per avere un riferimento comune spesso si considerano i valori in condizioni a punto fisso. Per i propulsori ad elica il riferimento è la potenza sviluppata, mentre per i propulsori a getto il riferimento è la spinta sviluppata.
Per i propulsori ad elica a combustione interna il consumo specifico è pari al consumo di combustibile o di carburante nell'unità di tempo diviso per la potenza all'asse dell'elica (Pax), spesso abbreviato come BSFC, brake specific fuel consumption o consumo specifico a punto fisso:
{\displaystyle {\mathit {BSFC}}={\frac {{\dot {m}}_{f}}{P_{ax}}}}
misurato in:
{\displaystyle \left[\mathrm {\frac {g/s}{W}} \right]} oppure {\displaystyle \left[\mathrm {\frac {kg/h}{kW}} \right].}
Per i propulsori turboelica si considera il consumo specifico equivalente che prende in considerazione anche la potenza sviluppata dal getto di scarico (la cui spinta è abbreviata con Tj):
{\textstyle {\mathit {EBSFC}}={\frac {{\dot {m}}_{f}}{P_{ax}+T_{j}V_{0}/0.8}}.}
dove 0.8 indica un rendimento propulsivo convenzionale (valore tipico) dell'elica, vedi Lentini (https://archive.org/details/pa22a) pagg. 94, 159. Per quanto riguarda gli esoreattori il consumo specifico sarà riferito alla spinta anziché alla potenza (thrust specific fuel consumption):
{\displaystyle {\mathit {TSFC}}={\frac {{\dot {m}}_{f}}{T}}}
la quale è misurata in:
{\displaystyle \left[\mathrm {\frac {g/s}{N}} \right]} oppure {\displaystyle \left[\mathrm {\frac {kg/h}{kN}} \right].}
Infine, nel caso degli endoreattori, si preferisce l'impiego dell'inverso del consumo specifico detto impulso specifico. Per gli endoreattori l'impulso specifico è definito come il periodo di tempo per cui un'assegnata massa di propellente è in grado di fornire una spinta pari al suo peso a livello del mare. L'impulso specifico è misurato in secondi e si esprime come:
{\displaystyle I_{sp}={\frac {T}{{\dot {m}}_{f}\,g_{0}}}}
dove con g0 si è indicata l'accelerazione di gravità a livello del mare.

### Autonomia
L'autonomia è un parametro prestazionale che non riguarda solo il motore, ma l'accoppiamento motore-veicolo. In italiano tale termine può intendere la massima distanza percorribile (spesso si indica anche come autonomia chilometrica, raggio d'azione o in inglese aircraft range o ferry range) oppure il massimo tempo in cui un velivolo può rimanere in aria (autonomia oraria o in inglese flight endurance).
Se si considera il caso di volo a quota e velocità costanti, la spinta T deve essere in modulo pari alla resistenza aerodinamica D del veicolo.